# Sega Saturn Magazine
A Sega Saturn Magazine egy Sega Saturn játékkonzollal és arra megjelenő játékokkal foglalkozó magazin volt, amit az EMAP adott ki az Egyesült Királyságban. A hivatalos Saturn magazin jogait birtokolta az Egyesült Királyságban és éppen ezért néhány lapszámhoz mellékeltek demó lemezeket; úgynevezett Sega Flash-eket, amiket a Sega készített és játékok, valamint ezekből származó videók voltak rajta. Az utolsó lapszám; a 37. 1998 novemberében jelent meg.
A Sega Saturn Magazine-t 1994-ben alapították Sega Magazine néven és az akkoriban elérhető Sega játékkonzolokkal; a Sega Master System-mel, a Sega Mega Drive-val, a Sega Mega-CD-vel, a Sega 32X-szel és a Sega Game Gear-rel foglalkozott. 1995 novemberében az újságot átnevezték Sega Saturn Magazine-ra, ezzel együtt más Sega konzolok lefedettsége egyre csökkent, majd megszűnt a Sega Saturn javára.
A magazin a játékok és a játékosok iránti „felnőtt” hozzáállásáról volt ismert. A játékfejlesztőkkel olyan meglehetősen jelentéktelen témákról beszélgettek, mint a Sega által biztosított fejlesztői környezetek és rendszeresen számoltak be olyan témákról, amik nagy részét csak a hardcore játékosokat foglalkoztatta. Az újság néhány hónappal tovább maradt fent mint a konzol amiről írt, az utolsó néhány lapszám oldalait csak Japánban (ahol a konzol még mindig sikeres volt és a gyártása sem állt le) megjelent játékok tesztjeivel és a Saturn utódjáról; a Dreamcastról szóló beszámolókkal töltötték meg.